# 유종 (상중절후)
유종(劉縱, ? ~ ?)은 전한 후기의 제후로, 조경왕의 손자이다.

## 행적
아버지 유열의 뒤를 이어 상중후(桑中侯)에 봉해졌다. 시호를 절이라 하였고, 작위는 유경이 이었다.

## 출전
- 반고, 《한서》 권15하 왕자후표 下

| 선대 아버지 상중대후 유광한 | 전한의 상중후 ? ~ ? | 후대 아들 상중경후 유경 |